# Selaginella weatherbiana
Selaginella weatherbiana là một loài dương xỉ trong họ Selaginellaceae. Loài này được R.M. Tryon mô tả khoa học đầu tiên năm 1950.